# Коэффициент Шарпа
Коэффициент Шарпа — показатель эффективности инвестиционного портфеля (актива), который вычисляется как отношение средней премии за риск к среднему отклонению портфеля.

## Расчет коэффициента
{\displaystyle S={\frac {E[R-R_{f}]}{\sigma }}={\frac {E[R-R_{f}]}{\sqrt {Var[R-R_{f}]}}}} , где
- {\displaystyle R} — доходность портфеля (актива)
- {\displaystyle R_{f}} — доходность от альтернативного вложения (как правило, берётся безрисковая процентная ставка)
- {\displaystyle E[R-R_{f}]} — премия за риск (математическое ожидание превышения доходности активов над доходностью от альтернативного вложения)
- {\displaystyle \sigma } — стандартное отклонение доходности портфеля (актива)

Если {\displaystyle R_{f}} является константой в течение рассматриваемого периода, то {\displaystyle {\sqrt {Var[R-R_{f}]}}={\sqrt {Var[R]}}}.
Коэффициент Шарпа используется для определения того, насколько хорошо доходность актива компенсирует принимаемый инвестором риск. При сравнении двух активов с одинаковым ожидаемым доходом, вложение в актив с более высоким коэффициентом Шарпа будет менее рискованным.

## Ограничения
- Измерение прибыли в коэффициенте Шарпа, основанное на среднемесячной доходности (или доходности за другой временной промежуток), выраженной в процентах годовых больше приспособлено для оценки возможной результативности в следующем месяце, чем для оценки результативности на протяжении всего года. Измерение прибыли, используемое в коэффициенте Шарпа, при оценке потенциальной доходности за расширенный период может привести к большим искажениям.
- Коэффициент Шарпа (в отличие от коэффициента Сортино, считающего только ограниченную «волатильность вниз») не делает различий между колебаниями стоимости активов вверх и вниз. Он измеряет совокупную волатильность портфеля, а не риск.
- Коэффициент Шарпа не делает различий между чередующимися и последовательными убытками[2].